# Qarāgūz-e Salīmāqā
Qarāgūz-e Salīmāqā (persiska: قراگوز سلیم آقا) är en ort i Iran.   Den ligger i provinsen Västazarbaijan, i den nordvästra delen av landet, 600 km väster om huvudstaden Teheran. Qarāgūz-e Salīmāqā ligger 1 323 meter över havet och antalet invånare är 182.
Terrängen runt Qarāgūz-e Salīmāqā är platt.Runt Qarāgūz-e Salīmāqā är det ganska tätbefolkat, med 185 invånare per kvadratkilometer. Närmaste större samhälle är Urmia, 8,9 km söder om Qarāgūz-e Salīmāqā. Trakten runt Qarāgūz-e Salīmāqā består till största delen av jordbruksmark.